# Sportwagon
Sportwagon er det italienske bilmærke Alfa Romeos betegnelse for stationcarmodeller. Begrebet blev introduceret i 1984 med Alfa Romeo 33 Sportwagon, som fortsatte frem til 1994. Herefter blev navnet først taget i brug igen i 2000 med Alfa Romeo 156 Sportwagon, som i 2006 blev afløst af Alfa Romeo 159 Sportwagon, som i dag er Alfa Romeos eneste stationcarmodel.

## Billeder
- Alfa Romeo 33 Sportwagon
- Alfa Romeo 156 Sportwagon
- Alfa Romeo 159 Sportwagon

| Stub | Spire Denne bilrelaterede artikel er en spire som bør udbygges. Du er velkommen til at hjælpe Wikipedia ved at udvide den. |